# Kraśniany (Białoruś)
Kraśniany (biał. Красняны; ros. Красняны) – wieś na Białorusi, w rejonie miadzielskim obwodu mińskiego, około 22 km na północny wschód od Miadzioła.

## Historia
Majątek ten w pierwszej połowie XIX wieku należał do rodziny Mackiewiczów. Eleonora Mackiewiczówna wniosła go w posagu swemu mężowi Sylwestrowi Janiszewskiemu herbu Junosza. Kolejnym dziedzicem Kraśnian był ich syn Oktawian (?–1890), a ostatnim, do 1939 roku, syn Oktawiana, Wiktor Johann Janiszewski (1869–1954).
Po II rozbiorze Polski w 1793 roku dobra te, wcześniej leżące na terenie województwa wileńskiego Rzeczypospolitej, znalazły się na terenie powiatu wilejskiego (ujezdu) guberni wileńskiej. Po wojnie polsko-bolszewickiej Kraśniany wróciły do Polski, należały do gminy Żośna. Początkowo gmina należała do powiatu wilejskiego. 7 listopada 1920 roku została przyłączona do nowo utworzonego powiatu duniłowickiego pod Zarządem Terenów Przyfrontowych i Etapowych. 19 lutego 1921 roku wraz z całym powiatem weszła w skład nowo utworzonego województwa nowogródzkiego. 13 kwietnia 1922 roku gmina wraz z całym powiatem duniłowickim została przyłączona do objętej władzą polską Ziemi Wileńskiej, przekształconej 20 stycznia 1926 roku w województwo wileńskie. Od 1945 roku – w ZSRR, od 1991 roku – na terenie Republiki Białorusi.
W Kraśnianach do lat 60. XX wieku stała kaplica katolicka wzniesiona około 1800 roku.
Liczba ludności wsi kształtowała się następująco:
- 1866 – 189 osób we wsi, w tym 174 katolików i 15 prawosławnych, natomiast w folwarku – 42 mieszkańców, w tym 27 katolików, 9 prawosławnych i 7 żydów[2]
- 1921 – 201 osób we wsi, wszyscy wyznania rzymskokatolickiego, natomiast w folwarku – 78 mieszkańców, wszyscy wyznania rzymskokatolickiego[7].
- 1931 – 207 we wsi i 9 w dwóch koloniach oraz 43 w majątku[8]
- 2009 – 14[9].

## Nieistniejący dwór
Do II wojny światowej istniał w Kraśnianach stary, parterowy, modrzewiowy dwór, liczący jakoby 300 lat. Dom stał na wysokiej podmurówce i był przykryty płaskim, łamanym, czterospadowym dachem gontowym, przebitym szeregiem okien doświetlających strych. Głównym akcentem elewacji frontowej był ganek, którego dwie pary murowanych kolumn wspierały trójkątny fronton. Skrajne osi domu były w formie ryzalitów, również z trójkątnymi szczytami.
Przed  II wojną światową wnętrze mieściło 17 pomieszczeń różnych kształtów i wielkości, były wśród nich: sień, wielki salon o trzech oknach, jadalnia (również o 3 oknach), biblioteka, kaplica domowa (w lewym ryzalicie), kancelaria, pokój bawialny, kawiarnia, komnaty mieszkalne. W zamierzeniu wnętrze było dwutraktowe z amfiladowym rozplanowaniem pomieszczeń. Pokoje reprezentacyjne zajmowały cały trakt ogrodowy.
Dwór stał na niewielkim wzgórzu, między dwiema równoległymi alejami lipowymi ograniczającymi park o powierzchni 4 ha. Przed i za domem były koliste gazony. Dalej przed domem była kolista sadzawka, a jeszcze dalej – inspekty. Tu park dochodził do łąki stopniowo schodzącej do rzeki. Po lewej stronie dworu otoczony również starymi drzewami stał równie stary jak dwór drewniany spichlerz z dziesięciokolumnową galeryjką od frontu. Również niedaleko domu stała dziewięcioosiowa oficyna, piętrowa w trójosiowej części centralnej (z czterokolumnowym gankiem) i parterowa na skrzydłach.
Dwór w Kraśnianach został rozebrany w czasie II wojny światowej. Majątek został opisany w 4. tomie Dziejów rezydencji na dawnych kresach Rzeczypospolitej Romana Aftanazego.